# Hipopotàmids
Els hipopotàmids (Hippopotamidae) són una família que només compta amb dues espècies vives: l'hipopòtam comú (Hippopotamus amphibius) i l'hipopòtam pigmeu (Choeropsis liberiensis).

## Gèneres i espècies
- Gènere Hippopotamus
  - Hippopotamus aethiopicus (extinta)
  - Hippopotamus amphibius
  - Hippopotamus antiquus (extinta)
  - Hippopotamus creutzburgi (extinta)
  - Hippopotamus madagascariensis (extinta)
  - Hippopotamus lemerlei (extinta)
  - Hippopotamus laloumena (extinta)
  - Hippopotamus melitensis (extinta)
  - Hippopotamus pentlandi (extinta)
  - Hippopotamus gorgops (extinta)
  - Hippopotamus karumensis (extinta)
  - Hippopotamus protamphibius (extinta)
  - Hippopotamus coryndoni (extinta)
  - Hippopotamus afarensis (extinta)
- Gènere Choeropsis
  - Choeropsis liberiensis
  - Choeropsis madagascariensis (extinta)
- Gènere Phanourios (extint)
  - Phanourios minutus
- Gènere Hexaprotodon (extint)
  - Hexaprotodon palaeindicus
  - Hexaprotodon namadicus
  - Hexaprotodon bruneti
  - Hexaprotodon sivalensis
- Gènere Archaeopotamus (extint)
  - Archaeopotamus harvardi
  - Archaeopotamus lothagamensis
- Gènere Saotherium (extint)
  - Saotherium mingoz